# Yougoslavie aux Jeux olympiques d'hiver de 1936
La Yougoslavie participe aux Jeux olympiques d'hiver de 1936, qui ont lieu à Garmisch-Partenkirchen en Allemagne. Représenté par 17 athlètes, ce pays prend part aux Jeux d'hiver pour la troisième fois de son histoire. Il ne remporte pas de médaille.

## Résultats

### Combiné nordique
- Rado Istenič, abandon
- Bogo Šramel, non partant en raison d'une blessure